# قسم خسروشيرين الريفي (مقاطعة آباده)
قسم خسروشيرين الريفي (بالفارسية: دهستان خسروشیرین) هي منطقة ريفية تقع في الناحية المركزية في إيران. يقدر عدد سكانها بـ 2,894 نسمة .